# Hiba Abouk

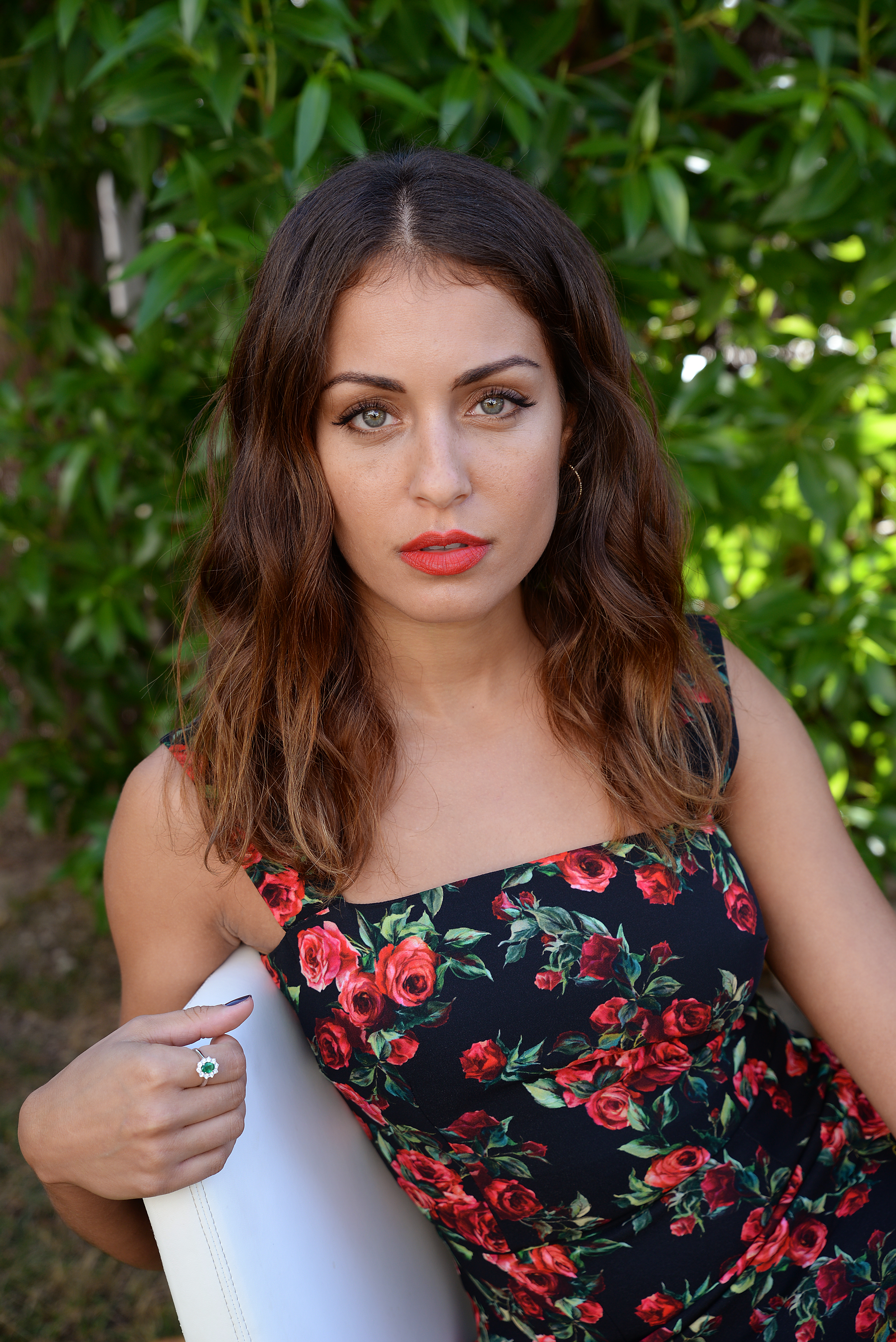
Hiba Abouk, 2017

Hiba Abouk (* 30. Oktober 1986 in Madrid, Spanien als Hiba Aboukhris Benslimane) ist eine spanisch-tunesische Schauspielerin. Sie ist bekannt für ihre Rollen in Fernsehserien, insbesondere die der Fátima in El Príncipe.

## Leben und Karriere
Hiba Aboukhris Benslimane wurde am 30. Oktober 1986 in Madrid als jüngste von vier Geschwistern geboren. Sie ist das Kind tunesischer Eltern, ihr Vater war libyscher Abstammung und hatte einen Urgroßvater, der Roma war. Ihre Eltern hatten sich zuvor in Spanien niedergelassen, nachdem sie aus Tunesien ausgewandert waren. Hiba ist eine leidenschaftliche Flamenco-Tänzerin. Bis zu ihrem 18. Lebensjahr besuchte sie das französische Lycée in Madrid. Später studierte sie arabische Philologie und erwarb einen Lizentiat in Theaterwissenschaften an der RESAD.
Ihr Fernsehdebüt gab Abouk 2008 in einer Nebenrolle in einer Episode von El síndrome de Ulises doch ihre Schauspielkarriere kam erst 2010 richtig in Schwung, als sie in der Fernsehserie La isla de los nominados auftrat. Es folgten Fernsehauftritte in Cheers, El corazón del océano, El Príncipe (ihre erste Hauptrolle), Con el culo al aire und Madres.

## Privates
Abouk heiratete 2020 den marokkanischen Fußballspieler Achraf Hakimi. Sie haben zwei Söhne. Im März 2023 gab Abouk ihre Scheidung bekannt. Unter anderem spricht sie Spanisch, Englisch, Arabisch und Französisch.

## Filmografie (Auswahl)
- 2008: El síndrome de Ulises (Fernsehserie, 1 Folge)
- 2010: La isla de los nominados (Fernsehserie, 11 Folgen)
- 2010: Pegada a tu almohada (Kurzfilm)
- 2011: Cheers (Fernsehserie, 1 Folge)
- 2012–2013: Con el culo al aire (Fernsehserie, 26 Folgen)
- 2014: El corazón del océano (Fernsehserie, 6 Folgen)
- 2014: Geschichten aus Labapiés (Historias de Lavapiés)
- 2014: Terre Brûlée (Kurzfilm)
- 2014–2016: El Príncipe (Fernsehserie, 31 Folgen)
- 2017: Proyecto tiempo
- 2017: Residente: Guerra (Musikvideo)
- 2019: Malek
- 2019: Bvlgari: Let It Bling (Video)
- 2020: Caribe 'Todo incluído'
- 2021: Madres. Amor y vida (Fernsehserie, 8 Folgen)
- 2021: Manos Libres (Kurzfilm)
- 2021–2022: J'ai tué mon mari (Fernsehserie, 5 Folgen)
- 2024: Eva & Nicole (Fernsehserie, 8 Folgen)